# Marvin Hagler
Marvelous Marvin Hagler, född Marvin Nathaniel Hagler den 23 maj 1954 i Newark, New Jersey, död 13 mars 2021 i Bartlett, New Hampshire, var en amerikansk boxare som var obestridd världsmästare i mellanvikt 1980–87, ansedd som en av 80-talets allra största boxningsstjärnor och en av de bästa mellanviktarna genom tiderna.
Under Haglers tid som obestridd mästare stod han för tolv framgångsrika titelförsvar med den högsta knockoutprocenten av alla obestridda mellanviktsmästare – 78. Samtidigt innehar han den tredje längsta obrutna tiden som obestridd världsmästare i boxningens historia, oavsett viktklass.
Hagler utsågs till "1980-talets bästa boxare" av tidningen Boxing Illustrated och två gånger korades han till "Årets boxare" av The Ring Magazine och Boxing Writers Association of America. År 2001 utsåg The Ring honom till den fjärde bästa mellanviktaren genom tiderna och 2002 blev han nr 17 på listan över de bästa boxarna oavsett viktklass under de senaste 69 åren. Många analytiker och boxningsrecensenter har genom åren menat att Hagler hade en av de mest "hållbara hakorna" i boxningshistorien; detta efter att han blivit nedslagen endast en gång under hela sin karriär, en nedslagning som dessutom blev omtvistad kring dess giltighet.
År 1982, då Hagler störts av att matchannonsörer ofta inte benämnde honom med smeknamnet "Marvelous", ändrade han helt enkel på laglig väg sitt namn till Marvelous Marvin Hagler.
Hagler är invald i såväl International Boxing Hall of Fame som World Boxing Hall of Fame.

## Boxningskarriär
Marvin Hagler växte upp i fattigdom i Newark. Efter kravallerna i Newark 1967 flyttade han till Brockton i Massachusetts. Han var redan 1975-76 en av de främsta mellanviktarna men det dröjde länge innan han fick chansen att boxas om VM-titeln. Först i november 1979 fick han chansen mot dåvarande mellanviktsmästaren Vito Antuofermo från Italien. Antuofermo behöll titeln efter att domarna bedömt matchen som oavgjord,ett mycket kontroversiellt domslut då Hagler dominerat matchen och kände sig rånad. Ett år senare blev han slutligen världsmästare genom att i rond tre knocka nye mästaren Alan Minter från Storbritannien.
Under åren som följde etablerades Hagler som en av de absolut bästa boxarna i världen, oavsett viktklass. Efter att i en mycket våldsam och extremt upphaussad match ha besegrat den fruktade Thomas "The hitman" Hearns på knockout i tredje ronden i en klassisk match i april 1985 var han boxningens, pound for pound, obestridde megastjärna. Matchen mot Hearns kom senare att kallas "The War" (Kriget) och första ronden i matchen anses av många boxningsjournalister vara en av de absolut bästa någonsin, oavsett viktklass. Hagler, Hearns, Sugar Ray Leonard och de andra mycket skickliga mellanviktarna fick också enormt stor uppmärksamhet i slutet av 70-talet och under 80-talet då deras storhetstid inföll mellan epokerna Muhammad Ali och Mike Tyson. 
Efter matchen mot Hearns dröjde det nästan ett år innan Hagler var i ringen igen. Denna gång var motståndaren den obesegrade och hårtslående John Mugabi (hade vunnit samtliga 26 matcher på K.O) men Hagler vann på knockout i rond 11. Många menade ändå att det fanns tydliga tecken på att Hagler passerat toppen på sin karriär, jämfört med matchen mot  Hearns hade han blivit betydligt långsammare.
Boxningsfans drömde om en match mot Sugar Ray Leonard som lagt av efter en ögonskada orsakad av Thomas Hearns. Leonard sa först nej men till slut möttes de ändå våren 1987 i Las Vegas. Hagler som försvarat titeln 12 gånger fick ett rekordgage på hela 17 miljoner dollar medan Leonard fick nöja sig med "bara" 11 miljoner dollar. Mästaren var favorit men Leonard vann till slut en knapp poängseger. Domslutet var omdiskuterat och Hagler ansåg att han blivit bestulen på segern. Han gick aldrig någon mer match. Han hade då vunnit 62 matcher (52 på K.O) och bara förlorat 3 gånger. 1993 blev Hagler invald i boxningens Hall of Fame och han rankas av samtliga experter som en av de bästa mellanviktsboxarna någonsin.
Efter karriären flyttade Hagler till Italien och bodde (hösten 2011) i Milano.